# Мікелоццо
Мікелоццо (повне ім'я Мікелоццо ді Бартоломео Мікелоцці, італ. Michelozzo di Bartolommeo Michelozzi; 1396—1472) — скульптор і архітектор XV століття з міста Флоренція.

## Життєпис
Народився в місті Флоренція в родині шевця. Але обрав шлях архітектора і скульптора і навчався у Лоренцо Гіберті. Пізніше працював зі скульптором Донателло. Як скульптор працював з різними матеріалами, в тому числі з бронзою, сріблом, мармуром. Саме для вівтаря церкви Сан Джованні Мікелоццо зробив срібну статую Святого, якому присвячена ця церква.
Його здібності помітили, його покровителем і патроном став могутній Козімо Медичі. Це для нього Мікелоццо будував палац родини Медичі наступні 20 років (нині палаццо Медичі-Ріккарді у Флоренції). Для Козімо він побудував і літню віллу Кареджи. А для сина Козімо, Джованні Медичі, віллу у Ф'єзолє.
Відданий покровителю Козімо Медічі (1389—1464), він супроводжував того в засланні у Венецію в 1433 році. Ця вимушена подорож ніби відкрила подальшу сторінку життя архітектора — практика, що працювала і в Мілані, і околицях Флоренції, і в Мілані, і в Далмації.
Мікелоццо познайомився з низкою відомих і впливових осіб, серед яких були Козімо Медічі, Філарете, Арістотель Фіораванті. Два останні скрасили його перебування в негостинному для них Мілані, бо вони були небезпечними і надто талановитими чужинцями для консервативних місцевих майстрів, попередниками і носіями нових, незрозумілих ідей і навичок.
Добра освіта, постійне самовдосконалення і самоосвіта надали можливість так вдало вибудувати бібліотеку монастиря Сан Марко у Флоренції. Відтоді зразок бібліотечної споруди з трьома назвами і бічним освітленням пульпітів з книгами став на деякий час найбільш поширеним і популярним. Ссеред звершень талановитого архітектора ще й фортифікаційні споруди в Далмації, де використали його талант військового інженера. Практичний вплив творів Мікелоццо на архітектурну практику в Італії XV століття був навіть більшим, ніж в уславленого теоретика архітектури — Альберті.

## Скульптури Мікелоццо
- Святий Іван Хреститель (срібло)
- Два янголи
- Свята Лючія

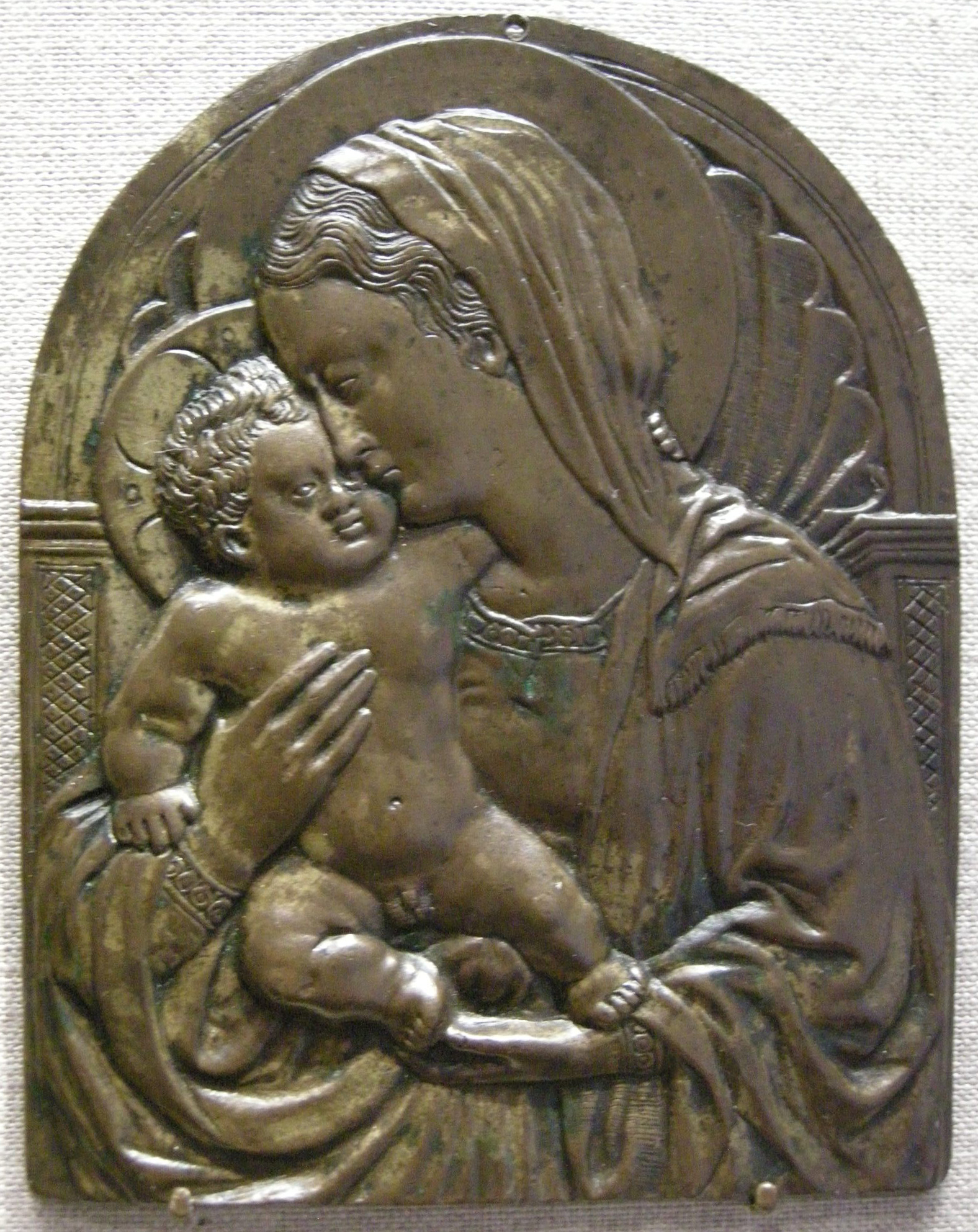
Мадонна з немовлям

- Мадонна з немовлям (рельєф, теракота)
- Мадонна з немовлям (рельєф, тондо)

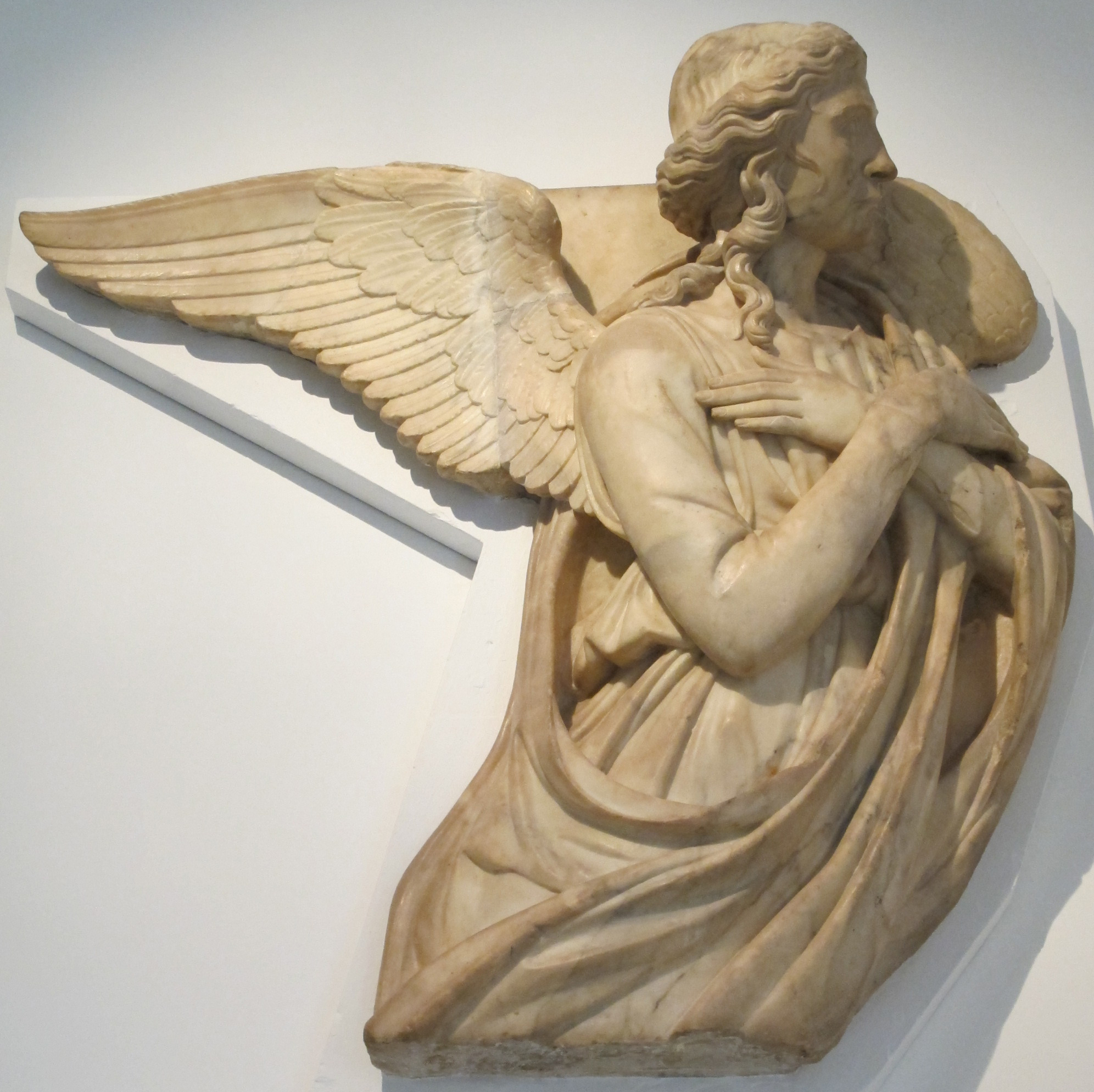
Янгол Мікелоццо, повернутий ліворуч
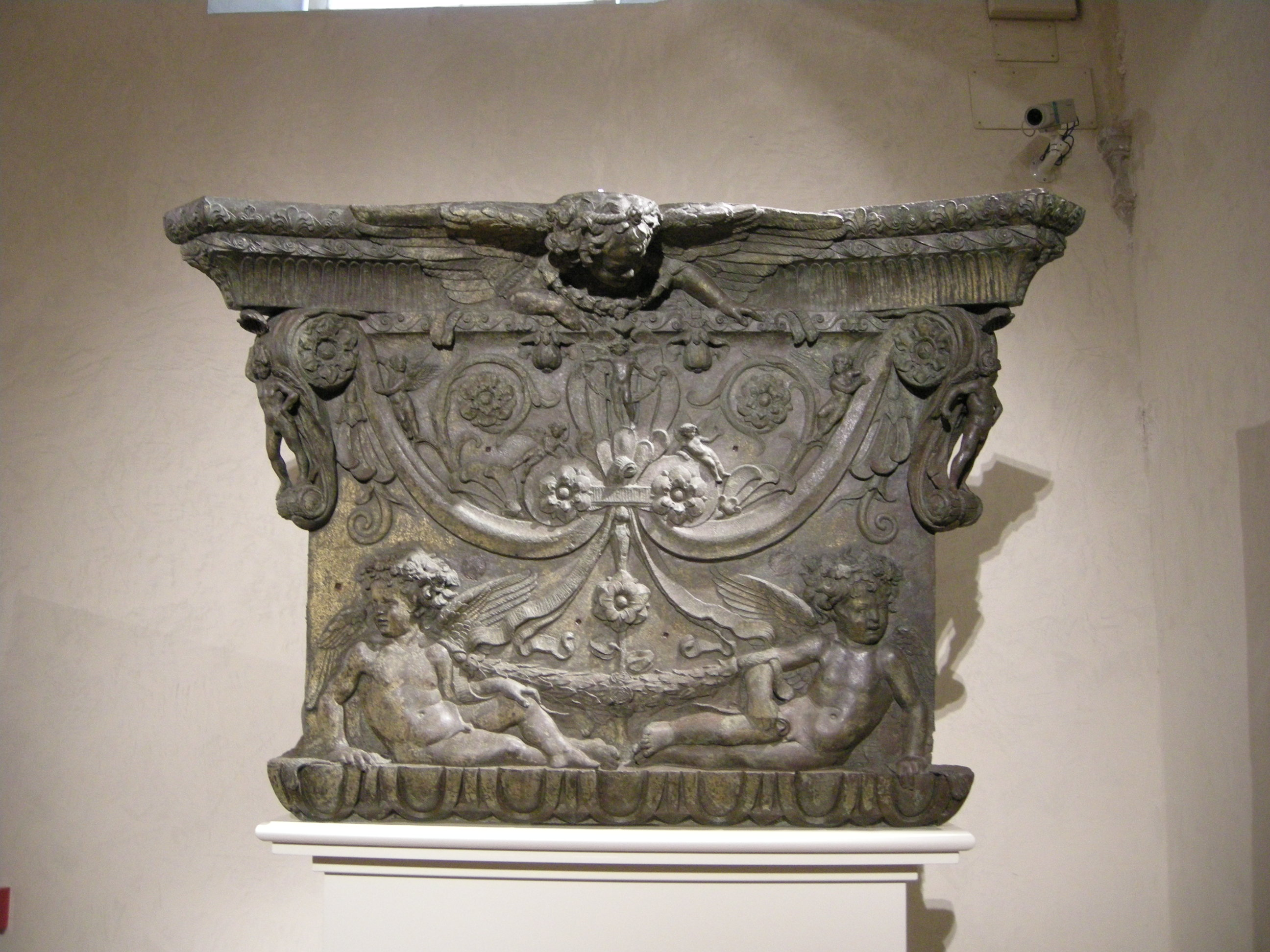
Донателло та Мікелоццо. Пульпіт для книг у вигляді капітелі, Прато
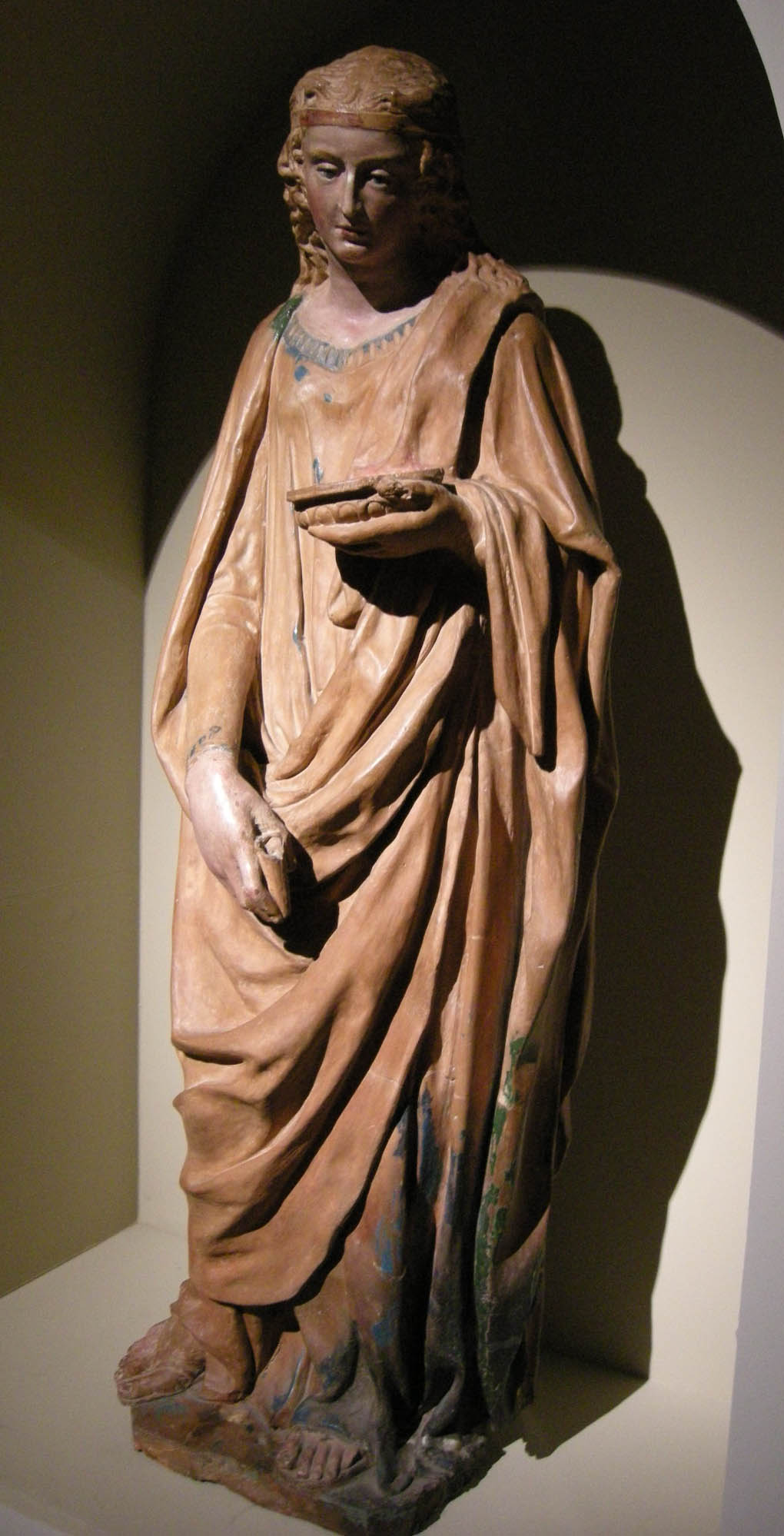
Мікелоццо, Свята Лючія
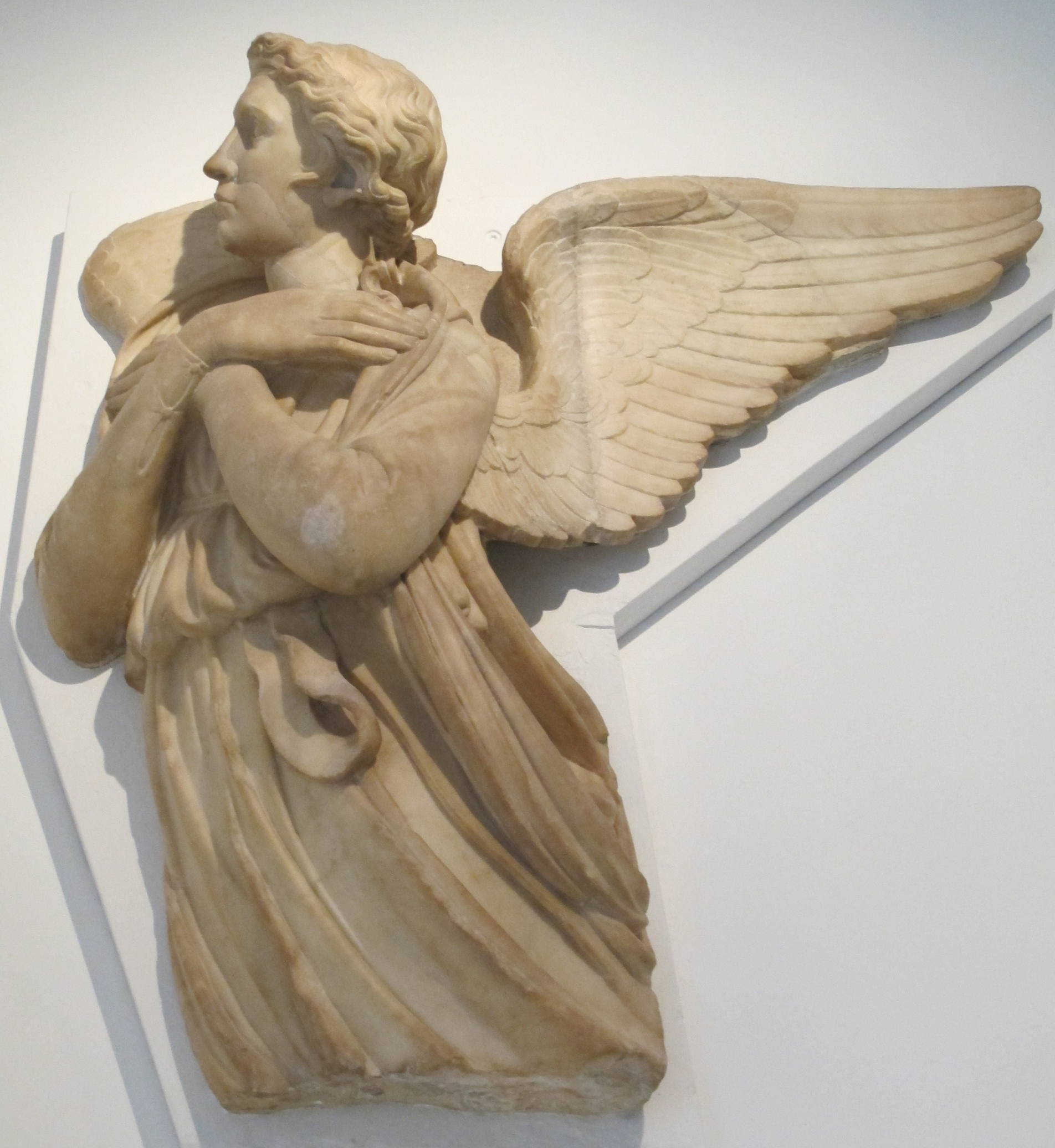
Янгол, повернутий праворуч

## Вибрані твори
- Палац Медичі-Рікарді, Флоренція,

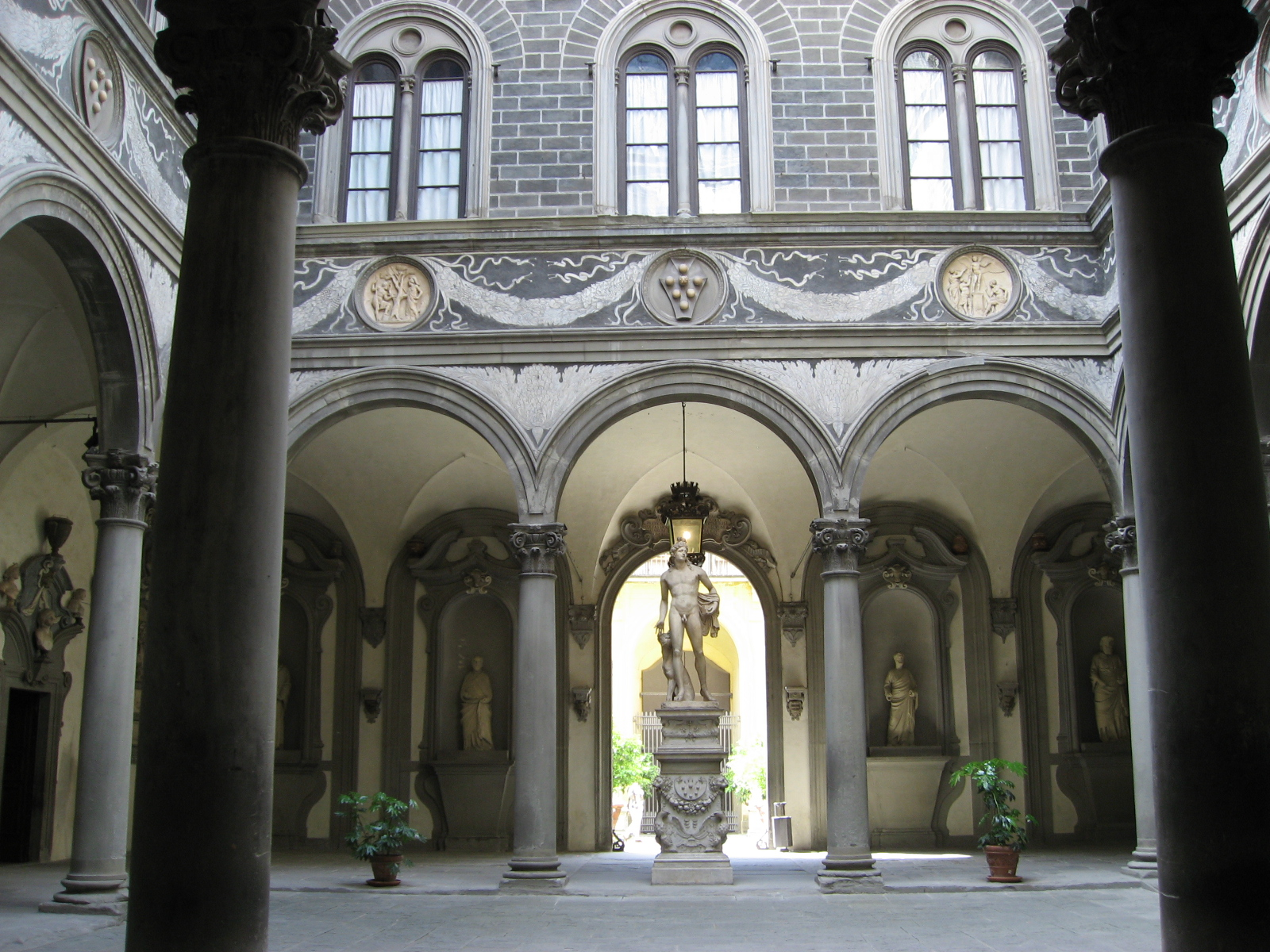
Внутрішній дворик палацу Медичі-Рікарді

- церква Сан Франческо аль Боско аї Фраті в містечку Сан П'єро а С'єве,
- Бібліотека монастиря Сан Марко, Флоренція,
- реконструкція монастиря Сан Марко, Флоренція,
- вілла Медичі в Фьєзоле поблизу Флоренції,
- каплиця для родини Портінарі, Мілан
- фортифікаційні споруди в Далмації

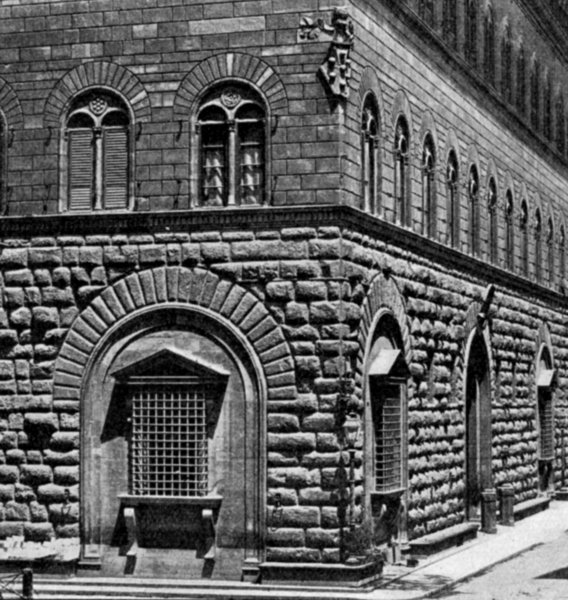
Палаццо Медичі-Рікарді, Флоренція
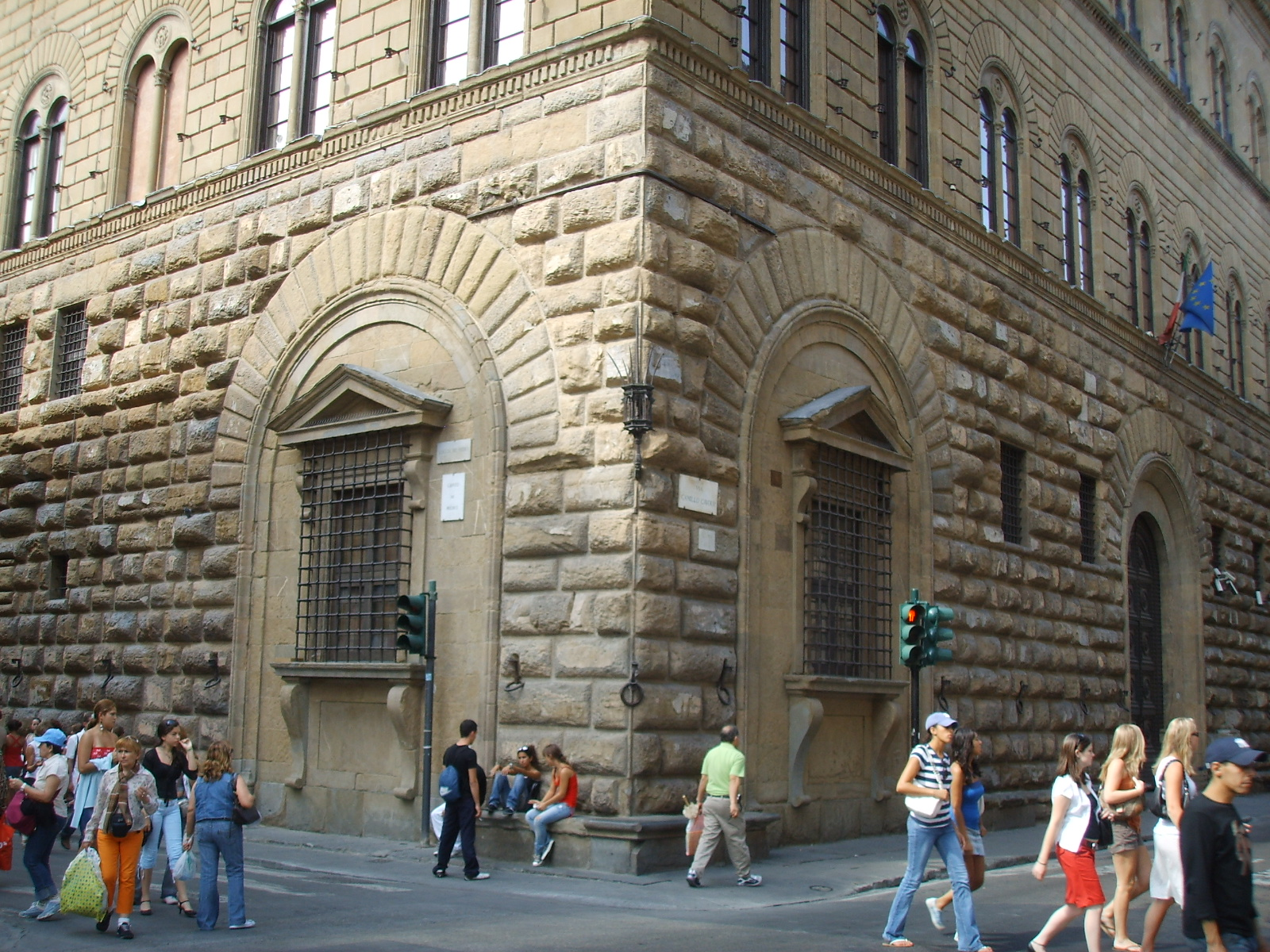
Палаццо Медичі-Рікарді, вигляд з кута
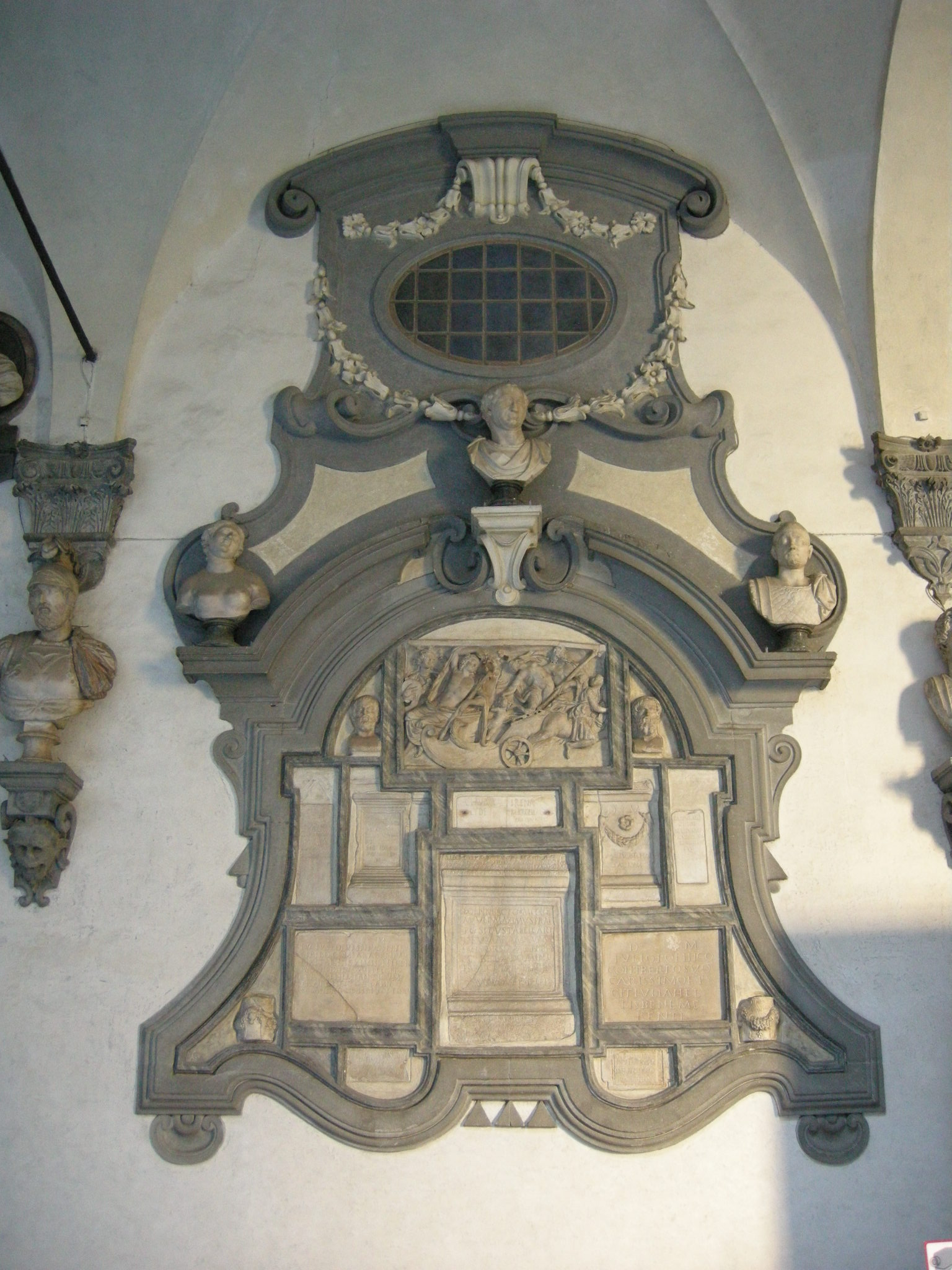
Рельєф на стіні в дворику
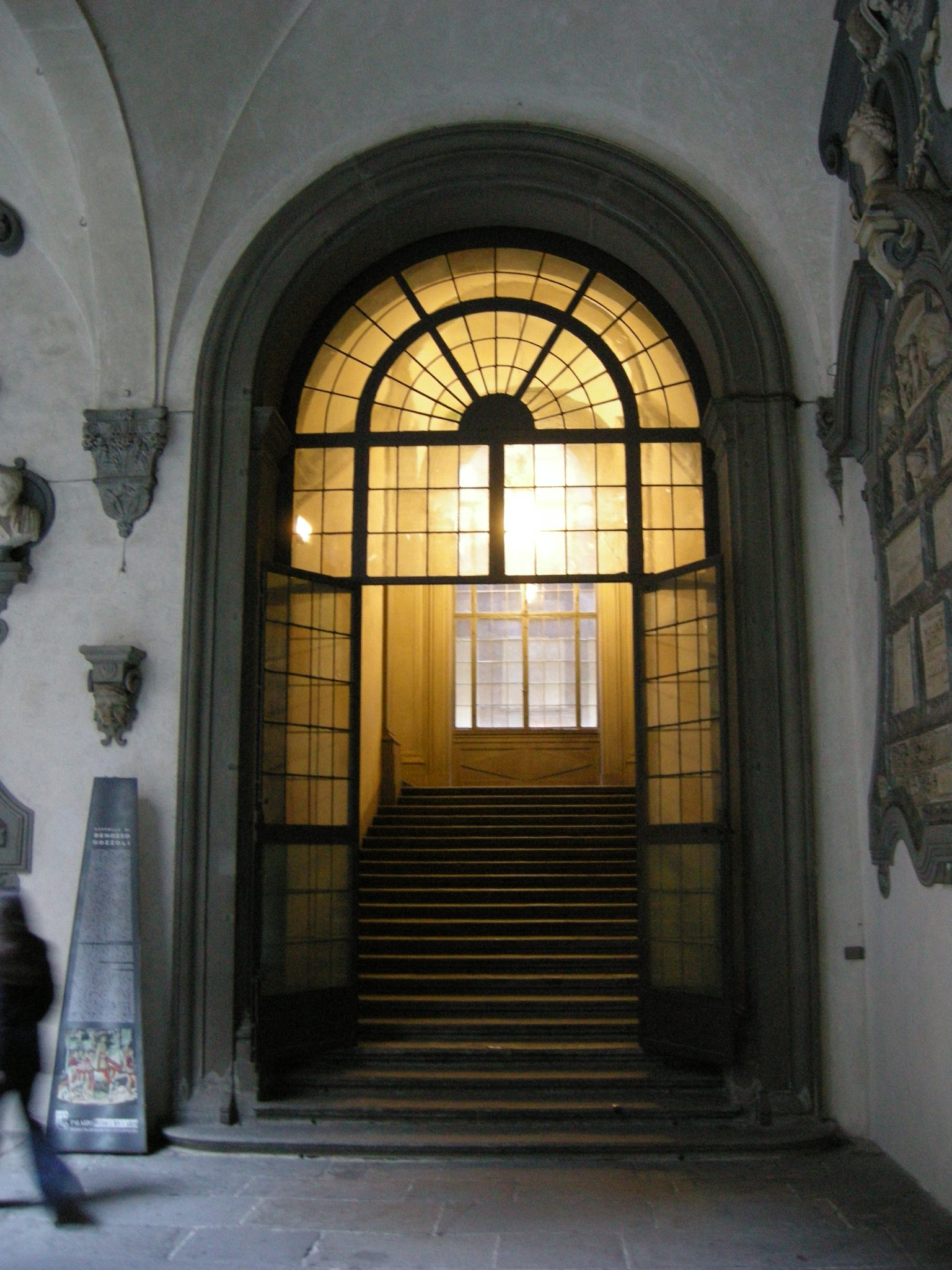
Портал і сходи